# 11139 Qingdaoligong
11139 Qingdaoligong este o planetă minoră (asteroid), cu un diametru de 4,705 km, din centura de asteroizi. A fost descoperită pe 22 decembrie 1996 la Xinglong Station⁠(d) de Beijing Schmidt CCD Asteroid Program⁠(d). 
Obiectul prezintă o orbită caracterizată de o semiaxă mare de 2,5218246 UAi, o excentricitate de 0,22, o înclinație de 4,72226 ° în raport cu ecliptica.